# Albert Snouckaert van Schauburg
Albert (des H.R.Rijksridder) Snouckaert van Schauburg ('s-Gravenhage, 23 juni 1637 - Kasteel Heeze, 22 oktober 1678) was poorter (1668) en schepen (1670) van 's-Hertogenbosch. Hij kocht in 1659 de heerlijkheden Heeze, Leende en Zesgehuchten uit de nalatenschap van de in 1658 overleden Alexander van Renesse van Elderen.
Snouckaert was lid van de familie Snouckaert van Schauburg en de eerste protestantse heer van Heeze. Het toenmalige kasteel Eymerick was echter vervallen en hij nam het initiatief tot de bouw van een nieuw kasteel, waarvan Pieter Post de bouwmeester was. De grootscheepse plannen zijn nooit in hun geheel uitgevoerd, maar de voorhof werd gerealiseerd en uitgebreid tot wat nu het huidige Kasteel Heeze is. Dit kwam gereed in 1665. Pieter Post was toen al dood, waarna diens zoon Maurits Post het werk in gewijzigde vorm heeft afgemaakt.
Albert Snouckaert van Schauberg trouwde tweemaal. Zijn tweede vrouw was Anna Margaretha van Randwijck, vrouwe van Woudenberg (1641-1701). Hun kind was Albert Carel Snouckaert van Schauburg. Deze werd in 1679 heer van Heeze c.a.; zijn moeder nam de zaken waar tot hij meerderjarig was.